# Barrio de San Marcos

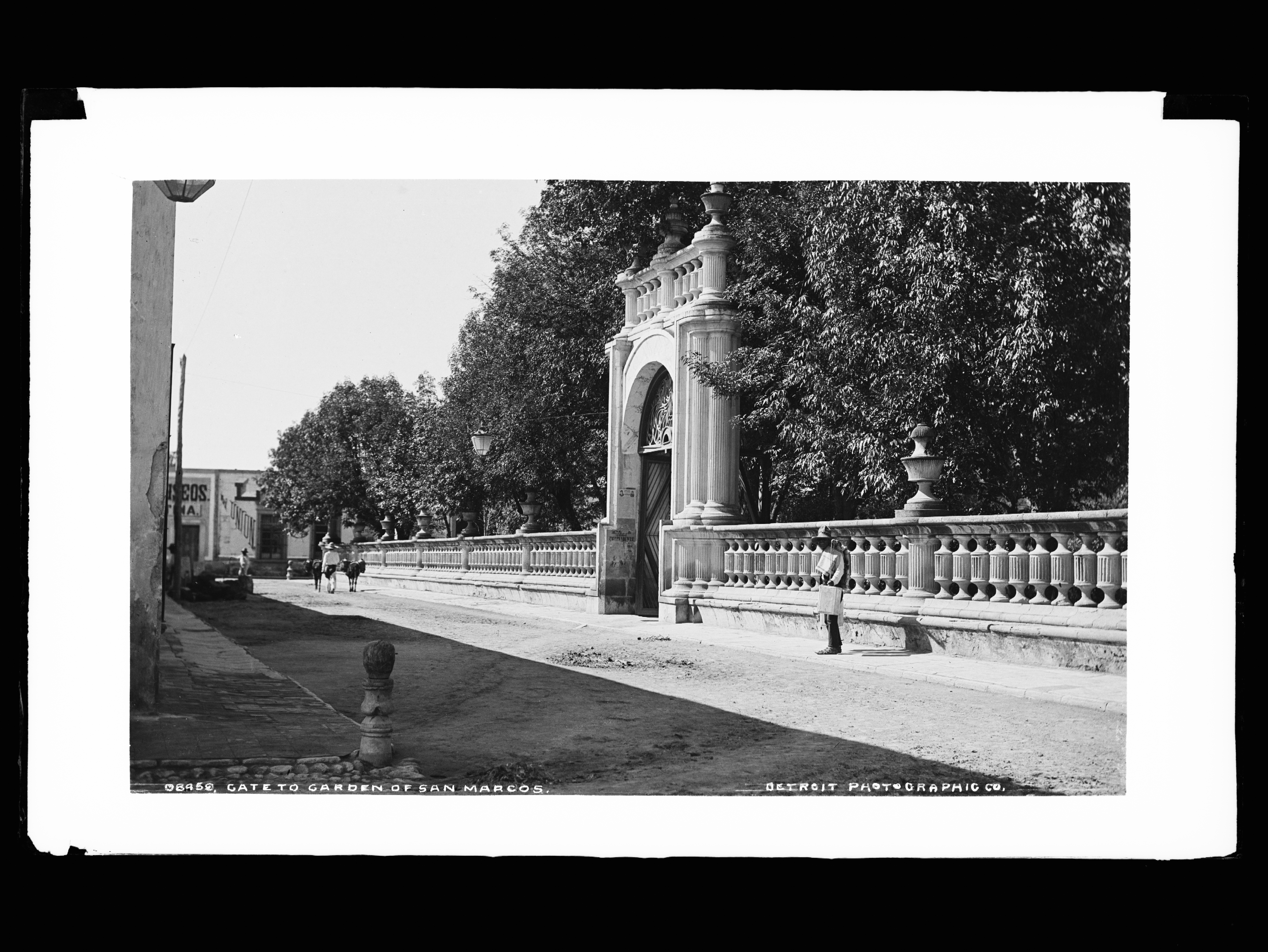
La puerta al Jardín de San Marcos, circa 1880-1897.

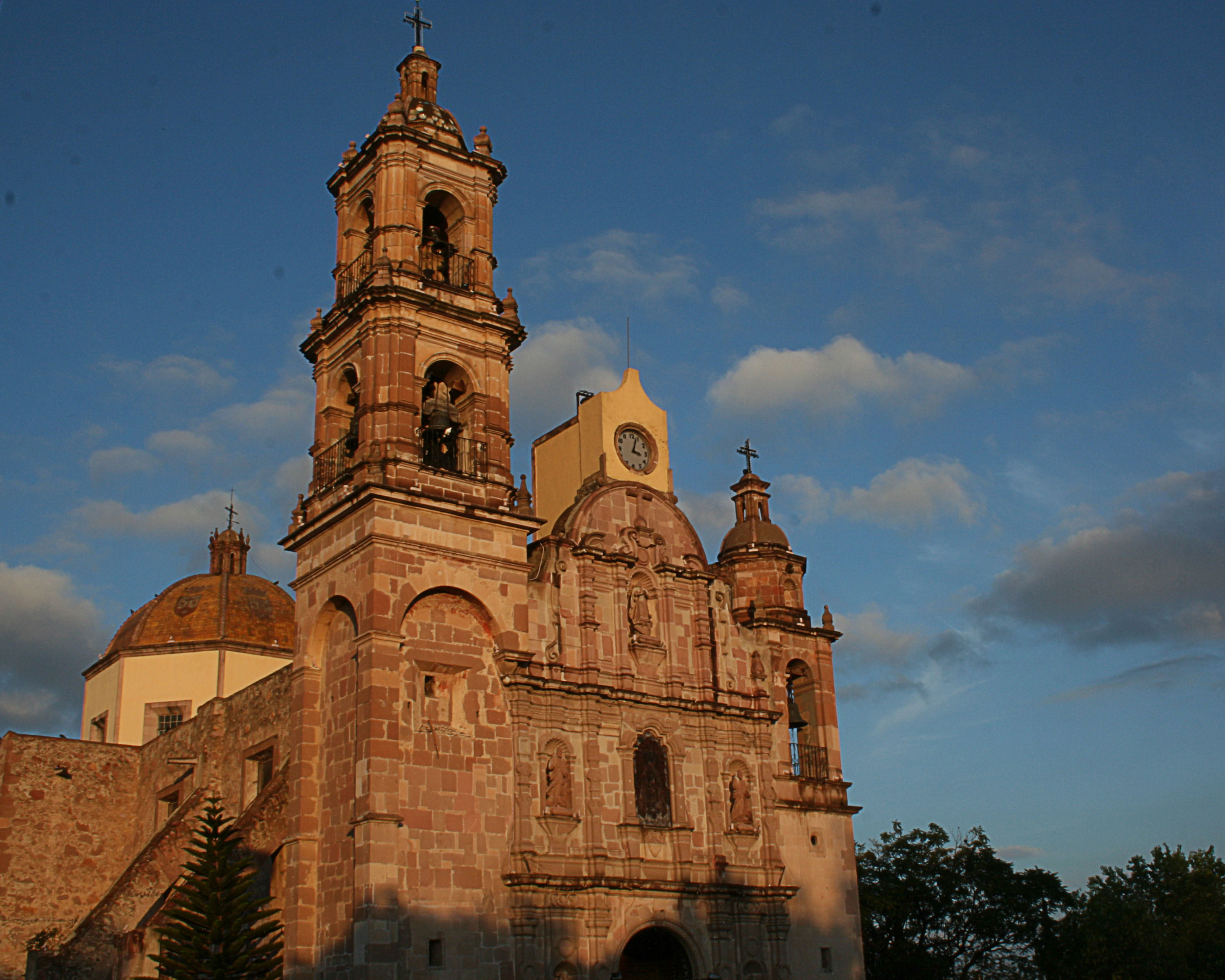
Templo de San Marcos.

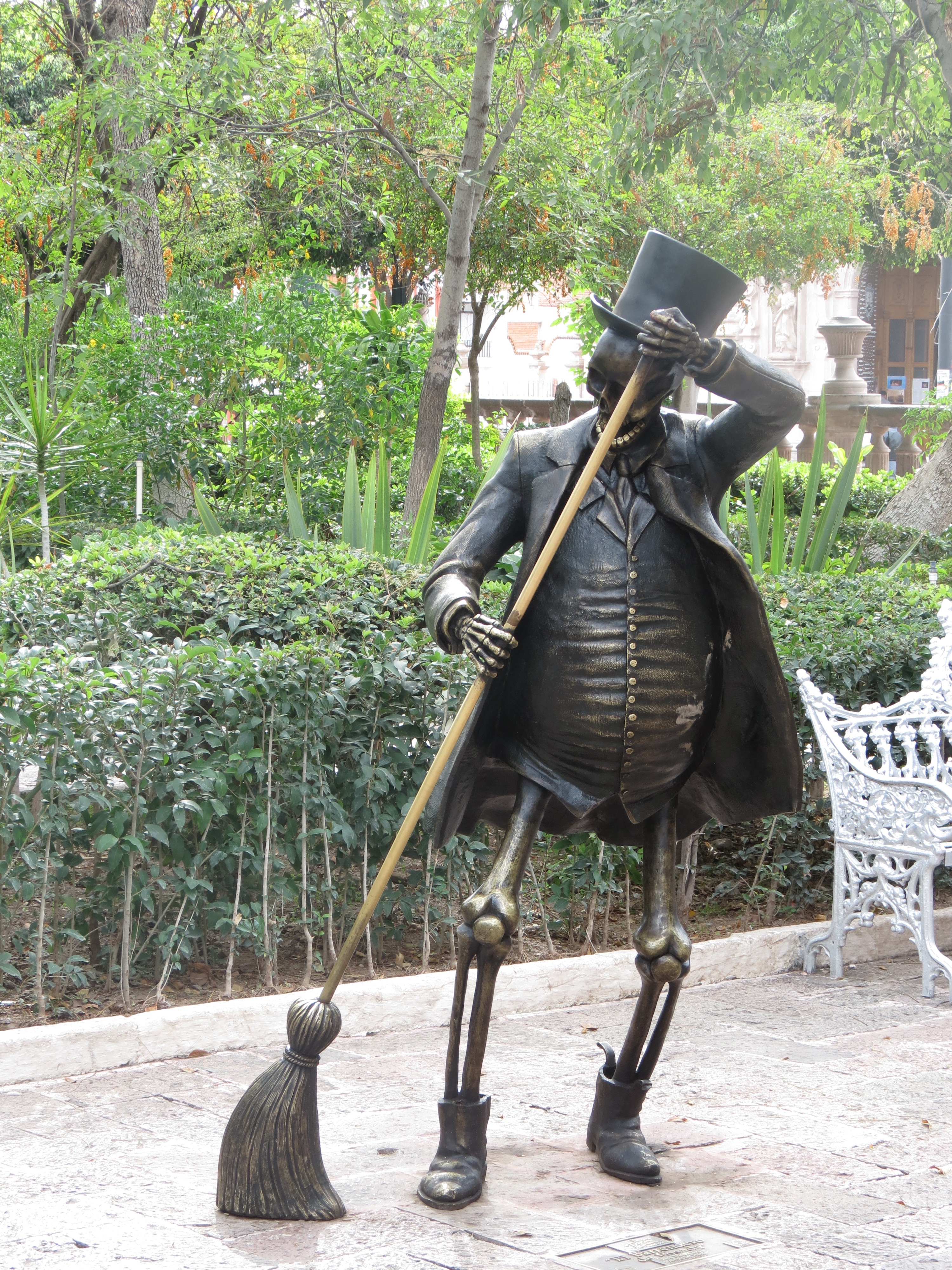
Escultura en el Jardín de San Marcos.

El barrio de San Marcos es uno de los cinco barrios originarios de la Ciudad de Aguascalientes. Es afamado porque en ella se realiza anualmente la Feria Nacional de San Marcos.

## Localización
Está ubicada en la denominada Zona Centro, y está limitado al norte por la calle General Emiliano Zapata, al poniente por Doctor Pedro de Alba y Calle Nieto; al sur por las calles Circunvalación Poniente, Rincón y Rayón; al oriente por las calles Eduardo J. Rayón, Allende Oriente y Libertad.

## Historia
Hay divergencias en quienes han estudiado el origen de este barrio. Agustín R. González lo sitúa en 1604 y José Antonio Gutiérrez en 1608. Las primeras referencias, según investigación de Jesús Gómez lo sitúa claramente con fuentes documentales en 1622. El origen de los pobladores según registros de archivo es variado, "Nochistlán, Apozol, Jalpa, San Gaspar, Mitic, Jalostotitlán, Chapala, Zacoalco", y etnias diversas como chichimecas, tarascos y de habla náhuatl. La dedicación del nuevo barrio a San Marcos aparece desde la década de 1620, época en la que se estableció también la Cofradía de la Limpia Concepción. Hacia 1640 se tienen registros ya de una iglesia y un hospital fundados en el mismo barrio.
No se fundó bajo la prescripción de las entonces vigentes Leyes de Indias, sino en la periferia de la villa de Aguascalientes. En 1626 el alcalde mayor Francisco Sarmiento realizaron la primera merced de tierras a la Real Audiencia de Guadalajara para San Marcos. En 1755 sus pobladores realizaron el respectivo fundo legal definitivo establecido por las mencionadas leyes.

## Patrimonio

### Civil
El Jardín de San Marcos fue creado en 1831 y la característica balaustrada de cantera rosa fue construida en 1842 y el kiosco en 1891.
Gran parte de la celebración popular de la feria se realiza en la calle peatonal -conocida como andador- Alberto J. Pani, que conecta el Jardín de San Marcos con la Plaza de Toros Monumental. En ella hay bares, restaurantes y merenderos. En esta calle se localiza también el Centro de Convenciones San Marcos, donde se instala el casino de la feria anual.
Dada la tradición de las corridas de toros como parte de la feria, en 1896 se edificó la Plaza de Toros San Marcos junto al jardín. La Plaza de Toros Monumental fue construida en 1947 dada la alta demanda de asistentes a los espectáculos de tauromaquia, contando con una capacidad de aforo de 15 mil asistentes.

### Religioso
El Templo de San Marcos tiene como antecedente una capilla existente en el siglo XVII, quizá promovida por la Congregación de la Limpia Concepción. El nuevo templo fue construida con fondos aportados por Manuel Colón de Larreátegui y Mateo José de Arteaga, así como el trabajo voluntario de la población del barrio de San Marcos. Fue dedicado el 15 de septiembre de 1763 y la torre el 15 de diciembre de 1765. Su portada es de estilo barroco estípite, su retablo de estilo neoclásico y en su interior se alberga la obra La adoración de los Reyes de José de Alcíbar. 

## Patrimonio cultural inmaterial

### La Feria de San Marcos
Tiene su origen en las ferias comerciales como las de Jalapa o Acapulco, en donde se comerciaban mercancías de localidades cercanas o de la Nao de China. En noviembre de 1828 se realizó con gran éxito un tianguis en la Plaza de San Marcos, por lo que se pidió al gobierno de Zacatecas —al que pertenecía aún la ciudad de Aguascalientes— para realizar dicha feria mercantil anualmente. Para ello, el ayuntamiento de la ciudad ordenó la construcción de una estructura temporal para el comercio conocida como Parián de la Plazuela de San Diego, al cual ya se había incorporado actividades sociales como juegos de azar y corridas de toros. Debido a distintos conflictos ocurridos en la feria se suspendió entre 1837 y 1840. A partir de 1851 la celebración se trasladó al Jardín de San Marcos. Hacia 1929 se incorporó la celebración de la reina de la feria.